# Ďapalovce
Ďapalovce (in ungherese Gyapár) è un comune della Slovacchia facente parte del distretto di Vranov nad Topľou, nella regione di Prešov.